# Paittasvuomanjärvi
Paittasvuomanjärvi är en sjö i Kiruna kommun i Lappland och ingår i Torneälvens huvudavrinningsområde. Sjön har en area på 0,0543 kvadratkilometer och ligger 346,1 meter över havet. Paittasvuomanjärvi ligger i Pessinki fjällurskog Natura 2000-område.

## Delavrinningsområde
Paittasvuomanjärvi ingår i det delavrinningsområde (758031-180336) som SMHI kallar för Mynnar i Muonioälvens vattendragsyta. Medelhöjden är 316 meter över havet och ytan är 57,88 kvadratkilometer. Det finns inga avrinningsområden uppströms utan avrinningsområdet är högsta punkten. Suopatusjoki som avvattnar avrinningsområdet har biflödesordning 3, vilket innebär att vattnet flödar genom totalt 3 vattendrag innan det når havet efter 359 kilometer. Avrinningsområdet består mestadels av skog (58 procent) och sankmarker (39 procent). Avrinningsområdet har 1,02 kvadratkilometer vattenytor vilket ger det en sjöprocent på 1,8 procent.